# Connomyia
Connomyia is een vliegengeslacht uit de familie van de roofvliegen (Asilidae).

## Soorten
- C. annae Londt, 1993
- C. argyropodos Londt, 1993
- C. argyropus (Engel, 1932)
- C. barkeri (Bromley, 1947)
- C. briani Londt, 1993
- C. callima Londt, 1993
- C. compressa (Karsch, 1886)
- C. dravidicus (Joseph & Parui, 1990)
- C. ellioti Londt, 1993
- C. indicus (Joseph & Parui, 1990)
- C. leonina (Engel, 1932)
- C. lindneri (Oldroyd, 1980)
- C. mali Londt, 1993
- C. midas Londt, 1993
- C. oropegia Londt, 1993
- C. pallida (Ricardo, 1925)
- C. perata Londt, 1993
- C. punctata (Engel, 1932)
- C. tellinii (Bezzi, 1906)
- C. tsacasi Londt, 1993
- C. varipennis (Ricardo, 1925)
- C. zeus Londt, 1993